# Товариство нащадків послів Великого сейму
Stowarzyszenie Potomków Sejmu Wielkiego (SPSW; укр. Товариство нащадків послів Великого сейму) об’єднує всіх нащадків 483 послів, котрі брали участь у Чотирилітньому сеймі. Ця база даних є найбільшим в Польщі генеалогічним списком і створена др. Мареком Мінаковським. Вона містить інформацію про більш ніж 130 тис. осіб і є унікальною за своєю суттю.

## Назва
Назва польською - Stowarzyszenie Potomków Sejmu Wielkiego або SPSW

## Історія. Місія
Засновано у 2004 році доктором Мареком Мінаковським. У 2005 створено сайт Товариства. У 2006 році виникли місцеві генеалогічні організації, була прийнята Декларація, в якій зазначалось, що метою нащадків учасників Сейму є виховання патріотизму. Членом Товариства може бути людина, яка доведе своє походження по прямій лінії (або через братів і сестер) від одного з 436 підписантів документів Сейму.
З 2007 року проводяться з'їзди Товариства.
Також існує платний генеалогічний сайт "Потомки Сейму Великого" під патронатом того ж Товариства, випущено книги "Еліта Речі Посполитої" та ін. На 2023 рік база містить дані 134 210 осіб.